# Campeonato Mundial de Luge de 1999
O Campeonato Mundial de Luge de 1999 foi a 31ª edição da competição e foi disputada entre os dias 29 a 31 de janeiro em Königssee, Alemanha. 

## Medalhistas
| Evento                                 | Ouro                                                                    | Prata                                                                      | Bronze                                                             |
| Individual masculino detalhes          | ITA Armin Zöggeler                                                      | GER Jens Müller                                                            | ITA Norbert Huber                                                  |
| Individual feminino detalhes           | GER Sonja Wiedemann                                                     | GER Barbara Niedernhuber                                                   | GER Sylke Otto                                                     |
| Duplas detalhes                        | GER Alemanha Patric Leitner Alexander Resch                             | AUT Áustria Tobias Schiegl Markus Schiegl                                  | USA Estados Unidos Mark Grimmette Brian Martin                     |
| Revezamento misto por equipes detalhes | AUT Áustria Markus Prock Andrea Tagwerker Tobias Schiegl Markus Schiegl | GER Alemanha Robert Fegg Silke Kraushaar André Florschütz Torsten Wustlich | GER Alemanha Georg Hackl Sylke Otto Patric Leitner Alexander Resch |

## Quadro de medalhas
| Ordem | País           |   |   |   |   |
| 1     | Alemanha       | 2 | 3 | 2 | 7 |
| 2     | Áustria        | 1 | 1 |   | 2 |
| 3     | Itália         | 1 |   | 1 | 1 |
| 4     | Estados Unidos |   |   | 1 | 1 |